# Richard Bärtling
Theodor Carl Wilhelm Richard Bärtling (* 17. November 1878 in Hildesheim; † 7. Oktober 1936 in Berlin) war ein deutscher Geologe.

## Leben
Richard Bärtling studierte in München und Clausthal (Bergakademie), promovierte 1903 in München (Die Molasse und das Glacialgebiet des Hohenpeißenberges und seiner Umgebung) und war danach ab 1904 bei der Preußischen Geologischen Landesanstalt (PGLA) angestellt. 1909 habilitierte er sich an der Bergakademie Berlin über deutsche Schwerspat-Lagerstätten in angewandter Geologie. 
1922 wurde er außerordentlicher Professor an der TH Berlin. 
Bei der PGLA kartierte er im Ruhrkohlebecken und wurde Landesgeologe. Ab 1934 war er Leiter der geologischen Forschungsstelle in Saarbrücken.
Außer mit der Geologie der eigentlichen Steinkohleflöze befasste er sich auch mit dem Deckgebirge im Ruhrgebiet und erkannte als Erster die Meeres-Transgression in der oberen Unterkreide (Gault). Er erstellte geologische Karten von Dortmund, Soest, Münster, Warendorf, Unna, Bochum und Essen und 1927 eine Tiefbohrkarte des nordrhein-westfälischen Steinkohlegebiets.
Er wurde 1904 Mitglied der Deutschen Geologischen Gesellschaft und gehörte im August 1912 zu den 34 Gründungsmitgliedern der Paläontologischen Gesellschaft.
1931 organisierte er die Exkursion der Deutschen Geologischen Gesellschaft nach Lappland.
Richard Bärtling starb 1936 im Alter von 57 Jahren in Berlin und wurde auf dem Waldfriedhof Dahlem beigesetzt. Das Grab ist nicht erhalten.
Seine Tochter Gretlies heiratete den Berg-Ingenieur Ernst Albrecht Scheibe, Sohn des Mineralogen und Professors Robert Scheibe in Berlin.

## Schriften
- Die nutzbaren Gesteinsvorkommen Deutschlands. 1915.
- mit Karl Oberste-Brink: Die Durchführung einer einheitlichen Gliederung und Flözbenennung für das Produktive Karbon des rheinisch-westfälischen Industriebezirks. In: Zeitschrift der Deutschen Geologischen Gesellschaft, Jg. 80 (1928), S. 165–185 (Teil 1) und Jg. 82 (1930), S. 321–347 (Teil 2).